# سلطانة آيت حمو
سلطانة آيت حمو (مواليد 21 مايو 1980) هي مغربية متخصصة في المسافات المتوسطة في سباق 800 متر. مثلت بلادها في دورة الألعاب الاولمبية الصيفية لعام 2004، وشاركت أيضا في بطولة العالم لألعاب القوى وبطولة العالم لألعاب القوى داخل الصالات. وحققت أيضا الميدالية الذهبية في عدد من الأحداث الكبرى بما في ذلك ألعاب البحر الأبيض المتوسط 2001، ودورة الألعاب العالمية العسكرية عام 2003، ودورة الألعاب العربية 2007 ودورة الألعاب الفرانكوفونية 2009.
تلقت عقوبة الإيقاف لمدة سنة واحدة في رياضة ألعاب القوى في 2008 لغيابها ثلاث مرات عن اختبار الكشف عن المنشطات. يذكر أن سلطانة شقيقة مينة آيت حمو.

## روابط خارجية
- سلطانة آيت حمو على موقع الاتحاد الدولي لألعاب القوى (الإنجليزية)
- سلطانة آيت حمو على موقع اللجنة الأولمبية الدولية (الإنجليزية)
- سلطانة آيت حمو على موقع أوليمبيديا (الإنجليزية)